# Gentiana spathulisepala
Gentiana spathulisepala är en gentianaväxtart som beskrevs av T.N.Ho och S.W.Liu. Gentiana spathulisepala ingår i släktet gentianor, och familjen gentianaväxter. Inga underarter finns listade i Catalogue of Life.